# Dani Clos
Daniel Clos Álvarez (Barcelona, 23 de outubro de 1988) é um piloto de carros espanhol.

## Carreira

### Karting
Dani Clos teve sucesso no karting no nível ICA Júnior de karting, vencendo primeiro o Distrito Catalão dp Campeonato ICA Júnior Espanhol em 2001, superando mesmo o irmão do seu antigo rival nas Fórmula 3 Euroseries Daniel Campos-Hull, Oliver. O sucesso continuou em 2002, quando Dani Clos venceu o Troféu Copa Campeones e acabou em 10º o Open Masters Italiano, contra um leque de pilotos de boas classificações como Nico Hülkenberg, Sébastien Buemi, Nelson Panciatici, Oliver Oakes e a prima de Sébastien Buemi Natacha Gachnang, entre outros.
No ano de 2003 foi longe no seu melhor ano no karting, vencendo o prestigiado Troféu Andrea Margutti equipado com um MGM Racing Birel, e sendo melhor que Miguel Molina e Jules Bianchi, e o Campeonato Júnior Espanhol ICA, acompanhados de classificações em 6º no Open Masters Italiano e 11º no Campeonato Europeu. O ano de 2004 viu-o subir para a Fórmula A, mas o piloto decidiu conciliá-lo a uma campanha no Campeonato Espanhol de Fórmula Júnior 1600. Acabou o campeonato em 36º no Campeonato Europeu de Fórmula A, com um único ponto. Acabou a sua carreira no karting após um 30º lugar no Troféu Margutti de 2005.

### Fórmula Júnior 1600 Espanha
Dani Clos fez a sua estreia nos monolugares em 2004, disputando o campeonato de Fórmula Júnior 1600. Dani Clos adaptou-se aos carros muito bem, e acabou num sólido 4º lugar atrás de Michael Herck, Marco Barba e Arturo Llobell, com uma vitória e 4 pódios.

### Fórmula Renault 2.0
Depois de uma só temporada no nível 1600cc Fórmula Renault, Dani Clos progrediu para os carros de 2 litros, correndo na Fórmula Renault 2.0 Eurocup para a Pons Racing, e o Campeonato Italiano de Fórmula Renault para a Facondini Racing. Dani Clos competiu no campeonato pan-Europeu, faltando ao registo um lugar nos 10 primeiros na temporada. A sua melhor posição foi durante a 11ª ronda do campeonato, em Donington, quando ficou no 11º lugar. Dani Clos foi um pouco mais bem sucedido no campeonato italiano, apesar de falhar três corridas devido a compromissos na Eurocup, acabando 16º o campeonato com 28 pontos, melhor que o seu colega de equipa Campos-Hull. As suas melhores classificações foram pares de 7ºs lugares, em Ímola, na ronda 3, e também em Spa, durante a ronda 6. Dani Clos regressou a ambos os campeonatos para uma segunda temporada em 2006.
Dani Clos foi para a Jenzer Motorsport para ambas as campanhas em 2006, esperançada em dar-lhe um pouco mais de sucesso do que tivera nas duas anteriores equipas em 2005. A sua campanha europeia permitiu-lhe o 7º lugar final numa temporada de 2006 pouco disputado. Venceu 3 corridas, menos uma que o campeão Filipe Albuquerque, e as suas vitórias foram consecutivas, fazendo uma dupla no Istanbul Park e vencendo a primeira corrida em Misano. Primeiro, tinha feito também dupla em Misano, o que faria uma sucessão de 4 vitórias. Contudo foi desqualificado, pois o difusor de altura do seu carro não estava de acordo com as regras da Eurocup. Este entregou a Chris van der Drift a sua primeira vitória da temporada de 2006.

### Fórmula 3 Euroseries
Depois do seu título, Dani Clos subiu às Formula Three Euroseries para a temporada de 2007, assinando para correr com a Signature-Plus. Dani Clos foi consistente, mesmo se a sua primeira temporada não foi espetacular com o 13º lugar, somando 13 pontos. O seu melhor resultado foi um 4º lugar durante a ronda de grelha inversa em Barcelona; a corrida é famosa por um dos maiores acidentes na partida na história das Euroseries, na qual 9 carros ficaram eliminados. Também acabou em 15º na Masters of Fórmula 3 em Zolder, acabando a 4 segundos do campeão Romain Grosjean e a 42 segundos do vencedor da corrida Nico Hülkenberg.

### GP2 Series

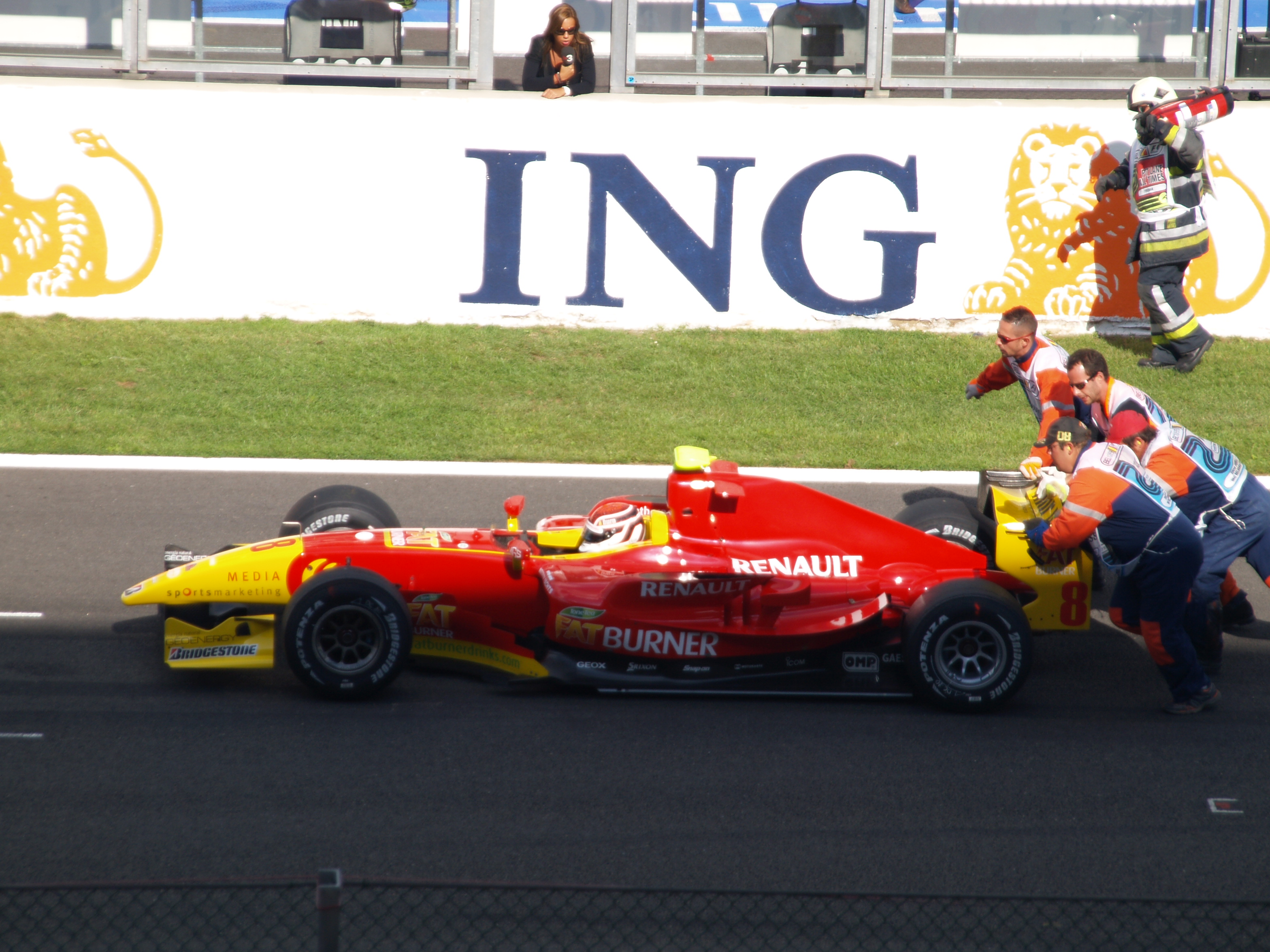
Carro utilizado por Dani na GP2

Tendo testado para as equipas da Racing Engineering nas GP2 Series e nas World Series by Renault, Dani Clos assinou pela equipa para a Temporada da GP2 Series de 2009 a 8 de Fevereiro de 2009.

### Fórmula 1
Dani Clos já serviu de piloto de testes por algumas vezes para a equipa WilliamsF1, a primeira delas em Setembro de 2008, quando participou num dia de testes em Jerez, na Espanha. Dani Clos teve nova oportunidade de guiar um WilliamsF1 em Dezembro de 2008 no mesmo circuito, noutro dia de testes.